# Милан Растислав Штефаник
Милан Растислав Штефаник (чеш. Milan Rastislav Štefánik; Кошариска, 21. јул 1880 — Иванка при Дунаву, 4. мај 1919) био је словачки астроном, политичар, генерал француске армије.
У годинама 1914 — 1918. организовао је чехословачке легије у Србији, Румунији, Русији, Италији године 1918. противсовјетску интервенцију на Сибиру, члан је Народног већа у Паризу, и први чехословачки министар народне одбране. Скупа са Томашем Масариком и Едвардом Бенешом сматрао се за оснивача Чехословачке. Погинуо је приликом несреће у авионској катастрофи приликом повратка у земљу.
Милан Растислав Штефаник је сахрањен у гробу на Брадлу у врхунском делу архитекта Душана Јурковича.
У част Милана Растислава Штефаника име је добила планета 3571 Milanstefanik.